# صلاح‌صمدلر
صلاح‌صمدلر (به لاتین: Salahsəmədlər) یک منطقهٔ مسکونی در جمهوری آذربایجان است که در شهرستان آغ‌دام واقع شده‌است.